# Schlacht von Adrianopel (1205)
Diese Schlacht von Adrianopel fand am 14. April 1205 zwischen den Bulgaren unter ihrem Zaren Kalojan und den Lateinern unter ihrem Kaiser Balduin I. statt.

## Vorgeschichte
Lateiner (und Venezianer) belagerten seit dem 29. März 1205 die Bulgaren in Adrianopel. Kalojan sammelte ein Entsatzheer aus Bulgaren, Walachen und Kumanen, das den Lateinern zahlenmäßig überlegen war. Das lateinische Heer bestand jedoch aus der Mehrheit der siegreichen Ritter, die Konstantinopel geplündert hatten. Am 14. April kam es zwischen den beiden Heeren zur Schlacht.

## Lage
Das Schlachtfeld ist immer noch nicht genau bestimmt. Einige Historiker wie Nikolaj Owtscharow vermuten es an der Mündung des Flusses Arda in den Fluss Mariza.

## Schlachtverlauf

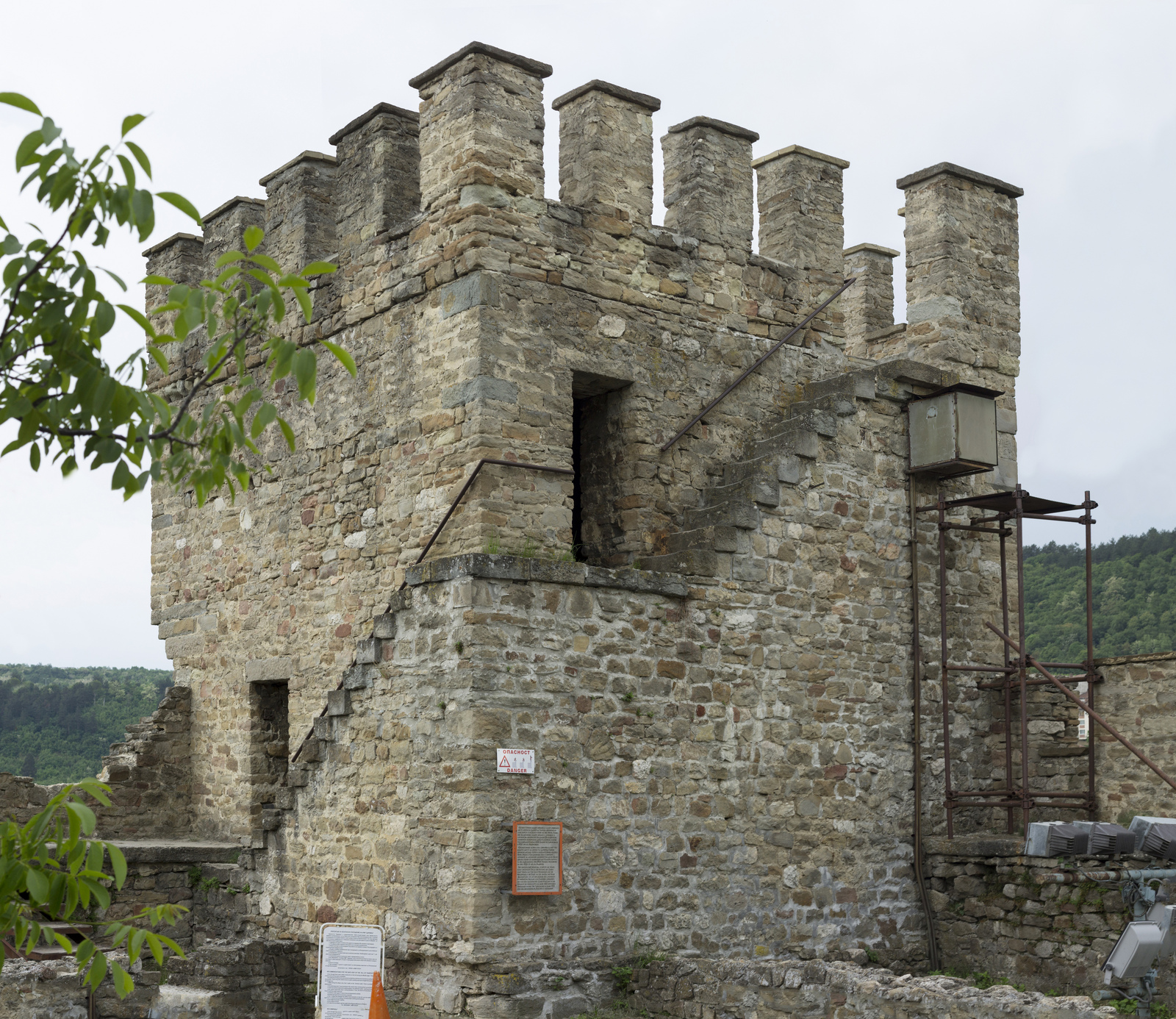
Der Balduin-Turm in Tarnowo

Der bulgarische Zar konnte die überlegene schwere Kavallerie der Lateiner nur mit List besiegen. Mit der leichten kumanischen Kavallerie bedrängte er zuerst die Ritter in ihrem Lager. Diese griffen wütend zu ihren Waffen und verfolgten die Kumanen, ohne ihre Kampfordnung zu beachten. Die kumanischen Verbände führten sie aber zu einem sumpfigen Ort, wo der Rest der bulgarischen Armee wartete. In der Falle konnten die schweren Pferde ihre Beweglichkeit nicht ausspielen und letztlich fiel es den bulgarischen Truppen leicht, die Reiter von ihren Pferden zu stoßen und sie zu töten. In der blutigen Schlacht fielen über 300 lateinische Ritter (d. h. fast alle) und das ganze lateinische Heer wurde vernichtet. Der Kaiser Balduin I. wurde gefangen genommen und geblendet, er starb später in der bulgarischen Gefangenschaft. Sein Sterbeort in der Festung Zarewez in Weliko Tarnowo trägt immer noch seinen Namen – der „Balduin-Turm“ (Балдуинова кула). Der Doge Enrico Dandolo entkam verwundet nach Konstantinopel, wo er schließlich an seinen Verletzungen verstarb.

## Folgen
Die Bulgaren überrannten anschließend große Teile Thrakiens und Makedoniens. Ein Aufstand des byzantinischen Generals Alexios Aspietes in Philippopel wurde im Juni 1205 niedergeschlagen.
Auf Balduin folgte sein jüngerer Bruder Heinrich, zuerst als Regent, dann, als der Tod Balduins sicher war, als Kaiser.